# 彼特拉克剧院

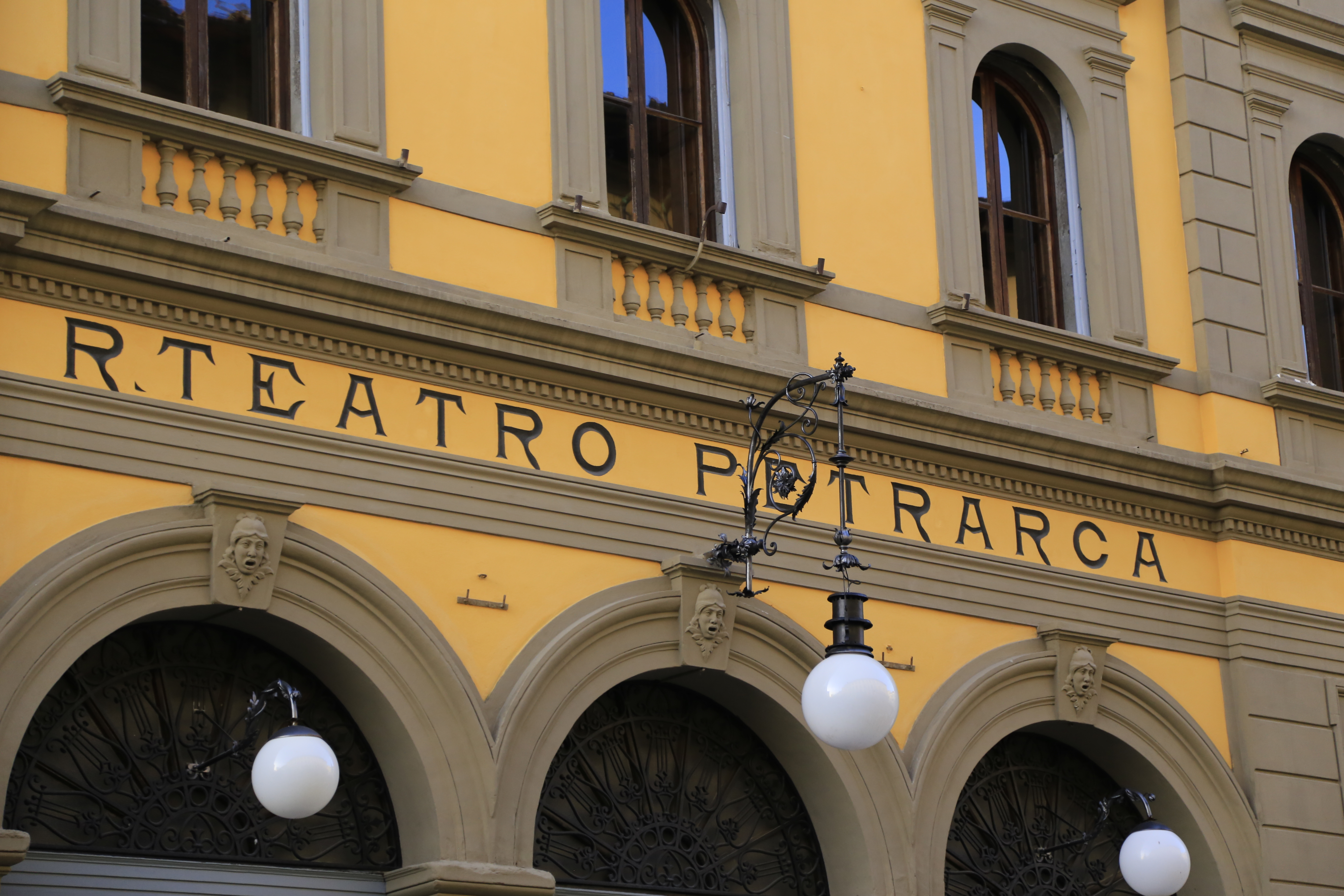
彼特拉克剧院

彼特拉克剧院（Teatro Petrarca）是意大利阿雷佐最重要的一个剧院，位于圭多街12号。
彼特拉克剧院建于1830-1833年，设计师维托里奥·贝利尼。1833年4月21日开幕时，首演剧目为葛塔諾·多尼采蒂的《安娜·博林娜》。
2015年12月16日，剧院经过历时十年的改建，重新开放。容量减少为461人。
1882年，圭多雕像揭幕之际，在彼特拉克剧院上演阿里格·博伊托的歌剧《梅菲斯特费勒斯》。